# 2007年亞洲室內運動會中國香港代表團
2007年亞洲室內運動會於2007年10月26日至11月3日在澳門舉行。香港以獨立身份，以「中國香港」的名義參賽，本條目列出香港運動員於本屆亞洲室內運動會的情況。

## 代表團簡介
中國香港共派出136名運動員參加本屆亞洲室內運動會，參加是次亞室運當中的14個項目，包括保齡球、棋類、台球、體育舞蹈、龍獅運動、極限運動（直排輪滑、小輪車、滑板、攀石）、蹼泳、室內五人足球、室內田徑、室內單車、室內曲棍球、短池游泳（25米）、泰拳及三人籃球（示範項目）。

## 參賽運動員名單
- 健美操：
- 桌球：葉蘊妍、吳安儀、區志偉、陳國明、陳偉麒、馮國威、李俊文
- 保齡球：陳淑嫻、馮雪儀、江思慧、劉凱欣、張振中、曾德軒、胡兆康及姚文友
- 棋類（象棋）：趙汝權及黃志強
- 體育舞蹈：侯美嫦及徐劍雄
- 舞龍舞獅運動
  - 舞龍：李玉華、陳世勇、鄭鑫洲、鄭家盛、樊沛權、顧嘉達、劉聯盛、馬煒豪、吳梓健、司徒玉源、鄧俊業、曾憲偉、黃健忠及王德榮
  - 北獅：鄧蘊雯、張偉如、李俊豪、梁家慶、盧志麟、馬偉璋、麥家銘、鄧棨謙、鄧德偉及袁禮人
- 極限運動
  - 小輪車：陳敏峰及張偉康
  - 直排輪滑：鄭梓宏、崔偉宗、李頌韜及徐亞歷
  - 滑板：李志安及陸俊彥
  - 攀岩：蔡舜玉、廖曉瑩、朱嘉偉、何善揮、黎志偉
- 室內五人足球：張偉康、朱國良、梁興傑、黎柏勇、黎耀昌、鍾健強、李恒滙、蘇來強、蘇尚貴、蘇耀文、司徒文俊、黃展鴻及楊正光
- 入籃藤球：周健宏、劉凱濤、劉子禮及殷兆俊
- 室內田徑：陳皓怡、溫健儀、汪曉茵、蔣偉洪、劉德龍、鄧漢昇及鄧亦峻
- 室內單車
  - 花式單車：盧慧敏、梅可怡、黃文萱、黃文彥、曾如心、葉衍邦、盧廷軒、余博文、 余心怡
  - 單車球：何永泰及勞文輝
- 室內曲棍球：亞畢里、Ali ASGHAR、Harinder Singh BAL、Jasbir Singh CHHINA、狄古鏵、樊焯銘、李凱翔、吳雋瑜、沙飛露、Kieran Thomas Sturrock SMITH、葉傳宙
- 泰拳：陳啟聰、陳啟迪及杜恆霖
- 短池游泳： 歐鎧淳、馮詠欣、李亮葵、孫嘉兒、施幸余、湯嘉珩、蔡曉慧、謝健熺、韋漢娜、陳穎廉、謝旻樹、張兆恆、林政達、董卓軒、黃浩朗、黃鍇威、殷浩俊、余海平、朱鑑然
- 蹼泳：梁詠軒及葉永祺

## 選手村升旗禮
中國香港代表團升旗禮於2007年10月26日在西灣湖廣場與土庫曼及巴勒斯坦國代表團同時舉行，主禮人包括中國香港代表團團長郭志樑及約有30名運動員出席儀式。

## 保齡球
- 10月27日
  - 男子A組單人賽，胡兆康及曾德軒在38名選手中取得第11名及第27名，未能晉級半準決賽階段。
  - 男子B組單人賽，姚文友及張振中在36名選手中取得第22名及第25名，未能晉級半準決賽階段。
- 10月28日
  - 女子A組單人賽，陳淑嫻、馮雪儀、劉凱欣及江思慧在36名選手中分別取得第19名、第31名、第32名及第35名，未能晉級半準決賽階段。

## 棋類
- 10月27日
  - 男子象棋團體賽第1輪，港隊總比數以3比1擊敗柬埔寨晉升第二圈
  - 男子象棋團體賽第2輪，港隊總比數以0比4不敵中國

## 極限運動
- 10月26日
  - 小輪車公園賽預賽，張偉康兩回合總時間為67.66分，在11名選手中取得第9名，獲得進入決賽階段的資格。
  - 直排輪滑公園賽預賽，徐亞歷兩回合總時間為52.33分，在12名選手中取得第8名，獲得進入決賽階段的資格。
  - 直排輪滑公園賽預賽，鄭梓宏兩回合總時間為60.66分，在12名選手中取得第6名，獲得進入決賽階段的資格。

## 室內五人足球
- 10月26日－B組首場預賽，香港 1 - 5 越南。
- 10月28日－B組第二場預賽，香港 - 日本。
- 10月30日－B組第三場預賽，香港 - 烏茲別克。

## 室內單車
- 10月26日
  - 首場單車球預賽，香港 3 - 3 日本。
  - 第二場單車球預賽，香港 4 - 2 馬來西亞。
  - 第三場單車球預賽，香港 7 - 2 泰國。
  - 第四場單車球預賽，香港 8 - 4 澳門。
  - 香港以四勝一和的成績取得預賽首名進入準決賽階段

- 10月27日
  - 單車球準決賽，香港 5 - 1 泰國。
  - 盧廷軒、余心怡在花式單車的男子雙人賽為港隊奪下首面金牌。
  - 盧慧敏、梅可怡在花式單車的女子雙人賽為港隊奪下第二面金牌。
  - 何永泰、勞文輝在單車球決賽以2比3不敵日本，但為港隊奪下首面銀牌。
  - 曾如心在花式單車的女子單人賽為港隊奪下第二面銀牌，而梅可怡則奪下為港隊奪下首面銅牌。
  - 余心怡在花式單車的男子單人賽為港隊奪下第三面銀牌。

## 室內曲棍球
- 10月26日
  - 首場A組預賽，香港 4 - 5 南韓
- 10月27日
  - 第二場A組預賽，香港 0 - 6 印度
- 10月29日
  - 第二場A組預賽，香港 2 - 8 伊朗

Macau 4 - 4 Hong Kong
Hong Kong 1  - 11 Malaysia